# Асланбек Шимбергенов
Асланбек Шимбергенов (каз. Асланбек Шымбергенов, 9 жовтня 1993, Тараз, Жамбильська область) — казахський боксер, чемпіон світу серед аматорів, срібний призер Азійських ігор, чемпіон Азії.

## Аматорська кар'єра
2014 року вперше став чемпіоном Казахстану.
У 2015 і 2017 роках у складі команди «Астана Арланс» виборов титул найсильнішої команди Світової серії боксу. У фіналі WSB в обох випадках команді з Казахстану протистояла кубинська команда «Кубинські приборкувачі», і Асланбек Шимбергенов двічі в цих фіналах переміг Роніеля Іглесіаса.
2017 року вдруге став чемпіоном Казахстану.
2018 року, здобувши чотири перемоги і програвши у фіналі Бобо-Усмон Батурову (Узбекистан) — 1-3, став срібним призером Азійських ігор.
На чемпіонаті Азії 2019 у чвертьфіналі знов програв Бобо-Усмон Батурову (Узбекистан) — 1-3. Наприкінці 2019 року завоював золоту медаль на Всесвітніх військових іграх.
На чемпіонаті світу 2021 здобув три перемоги, а у чвертьфіналі програв Юрію Захарєєву (Україна) — 2-3.
2022 року, здобувши чотири перемоги, у тому числі у фіналі над Зеядом Ішаіш (Йорданія) — 3-2, став чемпіоном Азії.
2023 року став чемпіоном світу.
- В 1/16 фіналу переміг Аарона Принса (Тринідад і Тобаго) — 5-0
- В 1/8 фіналу переміг Мирослава Капулера-Іщенко (Ізраїль) — 5-0
- У чвертьфіналі переміг Макана-Ві Траоре (Франція) — 5-0
- У півфіналі переміг Нішанта Дева (Індія) — 5-2
- У фіналі переміг Саїджамшида Жафарова (Узбекистан) — 5-0

На Азійських іграх 2022, що через пандемію коронавірусної хвороби пройшли 2023 року, здобувши дві перемоги та програвши у півфіналі Окадзава Севону (Японія), став бронзовим призером.
На Олімпійських іграх 2024 програв в першому бою Зеяду Ішаіш (Йорданія) — 2-3.